# Castilloni csata
A castilloni csata a százéves háború utolsó ütközete volt a franciák és az angolok között 1453. július 17-én. A csatát a franciák nyerték, az angol parancsnok, John Talbot gróf elesett.

## Előzmények
Az 1450-es évekre a százéves háború a végéhez közeledett. A francia csapatok Calais kivételével kiűzték az angolokat a kontinensről. Az angolok 1452-ben háromezer fős sereget indítottak útnak, amely október 17-én Soulacnál szállt partra. A franciák nem Gascogne-ban, hanem Normandiában várták az angolokat, így azok akadálytalanul haladhattak Bordeaux felé, ahova október 21-én vonultak be. Nyugat-Gascogne felkelt, és elűzte a franciákat. A télen újabb katonák érkeztek Angliából.
VII. Károly a telet arra használta fel, hogy felállítson egy olyan hadsereget, amely nyílt csatában képes legyőzni az angolokat. Főparancsnoknak Károly clermont-i grófot nevezte ki. 1453 tavaszán három francia sereg tört be Gascogne-ba, és valamennyi Bordeaux felé haladt, elfoglalva az útba eső angol erősségeket. Július elején a franciák megkezdték Castillon ostromát.
Az ostrom megkezdése után castilloni polgárok érkeztek Talbothoz, és arra sürgették, hogy induljon meg a franciák ellen, és kergesse el őket. Bordeaux polgárai is hasonló kívánságokat fogalmaztak meg. Talbot közölte velük, hogy meg akarja várni, amíg a kisebbik francia sereg megközelíti a várost, majd csatában megveri azt, utána pedig Clermont hadára mér csapást. A polgárok nem fogadták el az észszerű tervet, és nyíltan megvetően beszéltek a parancsnok tétlenségéről. Talbot ezt rosszul fogadta, és néhány nap múlva – jobb meggyőződése ellenére – Castillon felé indult katonáival.

## Az ütközet
A franciák 700 utásza július 12. óta éjjel-nappal építette Jean Bureau francia parancsnok megerősített tüzérségi állását a várostól keletre. Az erődítmény, amely a Lidoire és a Dordogne-folyó között épült, nagyjából 700 méter hosszú és 200 méter széles volt, és 6-7 ezer katona állomásozott benne. Az utászok három oldalán mély árokkal vették körbe, a negyediket pedig a Lidore védte. Az árok mögött hullámzó magasságú falat emeltek, amelyet több kisebb erődítmény szakított meg. Fatörzsekből és a kitermelt földből sáncot is emeltek az árok mögött. Az erőd bejárata a déli falon, a Dordogne felé nyílt. Július 16-án estére a védmű teljesen elkészült. A Lidore másik oldalán, nagyjából 20-22 kilométerre ezer breton várakozott. Az erődben 300 különböző méretű tűzfegyvert halmoztak fel a franciák.
Július 16-án hajnalban Talbot elhagyta Bordeaux-t, és elindult Castillon felé. Serege 5300 angolból és 3000 gascogne-iból állt. Az előőrsöt 500 nehézlovas és 800 lovas íjász alkotta. Az előőrs a Dordogne északi partján haladt a városig. A Szent Laurent-kolostor épületeiben és kertjében mintegy ezer alvó francia íjászra bukkantak. Talbot támadást vezényelt, és az angolok lerohanták az alvó franciákat. Az íjászok többségét lemészárolták, akik el tudtak menekülni, megvitték a támadás hírét a másfél kilométerre fekvő tüzérségi erődbe.
Az angolok 45 kilométert tettek meg Bordeaux-ból, és Talbot pihenőt adott katonáinak. Sir Thomas Everingham vezetésével felderítőket küldött a francia pozíciók kikémlelésére, akik megállapították, hogy a francia főerők egy jól védett földsánc mögött vannak. Castillonból polgárok érkeztek az angol táborba, akik azt mondták, hogy porfelhőket láttak keleten, ami azt jelenti, hogy a franciák visszavonulnak. Valójában a franciák csak a lovakat vitték át máshova, hogy helyet adjanak a kolostorból menekülő íjászoknak.
Talbot – Everingham tanácsa ellenére – úgy döntött, hogy nem várja meg fő erejének érkezését és azt, hogy az előőrs katonái befejezzék reggelijüket, hanem támadást vezényelt. Talbot azt mondta káplánjának, hogy majd a csata után imádkozik, és az előőrssel kelet felé indult. Átkeltek a Lidoire gázlóján, majd a Dordogne és a tüzérségi erőd közötti lapos területen lovagoltak a franciák felé. Amikor közelebb értek, a nehézlovasok és az íjászok gyalog folytatták útjukat. Talbot a lován maradt, bíbor bársonysüvegében és karmazsinvörös köpenyében jól látható célpont volt. Ráadásul sem páncélt, sem fegyvert nem viselt, mivel szabadon bocsátásakor megesküdött erre a franciáknak.

Piros nyíl – angol támadás, szaggatott piros nyíl – angol menekülés, kék nyíl – breton lovassági támadás

A franciák a sáncok mögött várták a közeledő angolokat. Everingham ismét azt tanácsolta Talbotnak, hogy várjon a támadással, de az öreg parancsnok utasítást adott a rohamra. Az íjászok nyílzáport zúdítottak az erődre, az előőrs pedig két nagy csoportban, „Talbotért és Szent Györgyért” kiáltással megrohanta a falakat. Az egyik alakulat a nyugati, a másik pedig a keleti oldalt támadta. A franciák tüzet nyitottak a rohamozókra, ami súlyos veszteséget okozott. Akik elérték a sáncot, kézitusába kezdtek a védőkkel. Everingham, Talbot egyik zászlóvivője az elsők között érte el az erődítményt. Letűzte a zászlót, de egy lövés azonnal megölte.
Miközben tombolt a harc, Talbot fő ereje is kezdett megérkezni kisebb-nagyobb csoportokban, és csatlakoztak a támadáshoz. A franciák tüzérséggel lőtték az angolokat. A lövegeket úgy állították fel, hogy csak a kereszttüzükben lehetett elérni a sánchoz. A nagyobb, faltöréshez használt ágyúk lövedékei rendet vágtak az angol sorokban. Egy francia résztvevő így írt errőlː „A tüzérség rettenetes veszteséget okozott az angoloknak, minden lövés öt-hat embert ütött le a lábáról, meggyilkolva őket”.
Talbot nem tágított, és ahogy érkezett az erősítés, úgy vetette csatába őket. Nagyjából négyezer embert küldött az erődítmény ellen, amelyet tüzérség nélkül nem lehetett bevenni. Az angolok többsége a falakig sem jutott el. Az ostrom nagyjából másfél órája tartott, amikor váratlanul felbukkantak a breton lovasok az angol jobbszárnyon. A nehézlovasok könnyedén átgázoltak a kimerült angol gyalogosokon. Talbot erősítést küldött a jobbszárnyra, de ők sem tudták megtartani a területet. Az angolok menekülni kezdtek a Dordogne folyó felé.
A franciák kitörtek a sáncerődből, és az angol támadás összeomlott. A francia lovasok és íjászok egyre inkább a folyó felé szorították az angolokat. A francia íjászok minden sebesült angolt, akiért nem várhattak váltságdíjat, megöltek. Talbot és kapitányai megpróbáltak gázlót találni a Dordogne-on, hogy megmeneküljenek, míg a főparancsnok fia, John, Lisle őrgrófja elkeseredetten próbált egy hátvédet megszervezni. Eközben egy francia lövedék eltalálta Talbot lovát, amely felbukott, és maga alá temette lovasát. Egy Michel Perunin nevű francia íjász csatabárdjával megölte az angol parancsnokot. Francia nemesek később kis kápolnát emeltek halála helyén.
Az angolok közül sokan a folyóba fulladtak menekülés közben. Végül a Pas de Rauzan gázlón többen átjutottak a túlsó partra. Lisle őrgrófját megölték a franciák. A megmaradt angolok Bordeaux-ba menekültek, amelyet nemsokára ostromolni kezdtek a franciák. A város 1453. október 19-én megadta magát, és a százéves háború befejeződött.